# فرشید زارعی‌فرد
فرشید زارعی‌فرد متولد شیراز فیلمساز، نویسنده و بازیگرسینما ، تلویزیون وتئاترایران است.

## زندگی‌نامه
وی در سال ۱۳۴۸ دیپلم ریاضی خود را از دبیرستان شاهپور شیراز گرفت. در سال ۱۳۵۷ با اخذ دانشنامه لیسانس در رشته هنرهای نمایشی از دانشکدهٔ هنرهای زیبای دانشگاه تهران وارد فعالیت‌های هنری شد. در سال ۱۳۶۶ به عنوان کارگردان تئاتر ادارهٔ برنامه‌های نمایشی وزارت فرهنگ و ارشاد اسلامی به کار مشغول شد.

## آثار

### سینما
| سال  | نام فیلم        | کارگردان         |
| ---- | --------------- | ---------------- |
| ۱۳۶۸ | پرواز پنجم ژوئن | علیرضا سمیع آذر  |
| ۱۳۷۶ | آژانس شیشه ای   | ابراهیم حاتمی‌کیا |
| ۱۳۷۸ | متولد ماه مهر   | احمدرضا درویش    |
| ۱۳۸۱ | دوشیزه          | محمد درمنش       |
| ۱۳۹۵ | زیر سقف دودی    | پوران درخشنده    |

### تلویزیون
| سال       | نام مجموعه             | کارگردان                | پخش از     |
| --------- | ---------------------- | ----------------------- | ---------- |
| ۱۳۷۳      | همسران                 | مسعود رسام بیژن بیرنگ   | شبکه ۲     |
| ۱۳۷۵      | دستی بر آتش            | معصومه تقی‌پور           | شبکه ۱     |
| ۱۳۷۸      | داستان یک شهر ۱        | اصغر فرهادی             | شبکه تهران |
| ۱۳۷۹      | داستان یک شهر ۲        | اصغر فرهادی             | شبکه تهران |
| ۱۳۷۹      | هم پیمان               | فرزین مهدوی‌فر           |            |
| ۱۳۷۹      | بازی پنهان             | شاپور قریب              | شبکه تهران |
| ۱۳۸۰      | دردسر والدین           | مسعود نوابی             | شبکه ۳     |
| ۱۳۸۰      | دوران سرکشی            | کمال تبریزی             | شبکه تهران |
| ۱۳۸۱      | نقش بر آب              | عبدالله باکیده          | شبکه ۱     |
| ۱۳۸۱      | عروج                   | سیروس مقدم              | شبکه ۳     |
| ۱۳۸۱      | افسون                  | سیدجواد هاشمی           | شبکه تهران |
| ۱۳۸۱      | آینه عشق               | محمدتقی رنجبر           | شبکه ۱     |
| ۱۳۸۱      | مهر خاموش              | مسعود آب‌پرور سیروس مقدم | شبکه تهران |
| ۱۳۸۳      | سایه آفتاب             | محمدرضا آهنج            | شبکه ۳     |
| ۱۳۸۳      | دایره تردید            | امیر قویدل              | شبکه ۱     |
| ۱۳۸۴      | بچه‌های هور             | عبدالله باکیده          | شبکه تهران |
| ۱۳۸۴      | مسافر سحر              | فرزین مهدی‌پور           |            |
| ۱۳۸۴      | روزهای اعتراض          | حسین سهیلی زاده         | شبکه ۲     |
| ۱۳۸۵      | ما چند نفر             | فیاض موسوی              | شبکه ۱     |
| ۱۳۸۶      | یک وجب خاک             | علی عبدالعلی زاده       | شبکه ۳     |
| ۱۳۸۷      | آن‌سوی دریا، این‌سوی خاک | فرزین مهدی‌پور           | شبکه ۲     |
| ۱۳۸۸      | عبور از پاییز          | مسعود شاه‌محمدی          | شبکه ۲     |
| ۱۳۹۰      | پیشواز                 | سعید ابراهیمی‌فر         |            |
| ۱۳۹۰      | دست بالای دست          | سیدمحسن یوسفی           | شبکه ۳     |
| ۱۳۹۲      | هوش سیاه ۲             | مسعود آب‌پرور            | شبکه ۳     |
| ۱۳۹۶–۱۳۸۷ | سرزمین مادری           | کمال تبریزی             | شبکه ۳     |
| ۱۳۹۶      | رنج پنهان              | بیژن میرباقری           |            |
| ۱۳۹۶      | در جستجوی آرامش        | سعید سلطانی             | شبکه تهران |
| ۱۳۹۷      | لحظه گرگ و میش         | همایون اسعدیان          | شبکه ۳     |
| ۱۳۹٨      | سلام آقای مدیر         | علیرضا توانا            | شبکه ۲     |
| ۱۴۰۲–۱۳۹۸ | هفت سر اژدها           | ابوالقاسم طالبی         | شبکه ۳     |
| ۱۴۰۰      | داستان یک شهر ۳        | محمدرضا آهنج            | شبکه تهران |
| ۱۴۰۲–۱۴۰۱ | مستوران ۲              | سیدعلی هاشمی            | شبکه ۱     |

### نمایش خانگی
| سال  | نام مجموعه | کارگردان     | انتشار از |
| ---- | ---------- | ------------ | --------- |
| ۱۴۰۳ | ازازیل     | حسن فتحی     | نماوا     |
| ١۴٠١ | راز بقا    | سعید آقاخانی | فیلم‌نت    |

### تئاتر
- شش شخصیت در جستجوی نویسنده
- آن زمان فرا خواهد رسید
- جادوگران شهر سیلم
- سربازها
- اتلو
- مکبث
- ساحره سوزان
- همپ
- طوفان در خزون
- عجب حکایتی است درس خواندن امتحان دادن